# Bispensgade
Bispensgade er en gågade i Aalborg Centrum. Gaden har eksisteret siden 1300-1400 tallet som en sandet vej langs Limfjorden kaldet Skovgade. Da Aalborg i 1554 blev stiftsby ændrede gaden navn til Bispensgade. I 1915 blev Bispensgade asfalteret som en af de første gader udenfor København. Den 25. juni 1965 blev gaden åbnet som gågade. 
I vest forbindes Bispensgade med Vesterbro, mod øst er der forbindelse til Østerågade og Nytorv. Bispensgade huser en række udvalgsvarebutikker, der er også restaurationer nær den nordlige sidegade Jomfru Ane Gade, den sydlige sidegade Gravensgade er også gågade. 